# Bisdom Triëst
Het bisdom Triëst (Latijn: Dioecesis Tergestina, Italiaans: Diocesi di Trieste, Sloveens: Tržaška Škofija) is een (rooms-katholiek bisdom in Italië. Van 1828 tot 1977 bestond het gefusioneerd bisdom Triëst-Capo d'Istria, ook wel Triëst-Koper genoemd.
Het bisdom Triëst maakt deel deel uit van de kerkprovincie Gorizia en bestaat uit 60 parochies. De kathedraal van de bisschop is de San Giusto.

## Geschiedenis

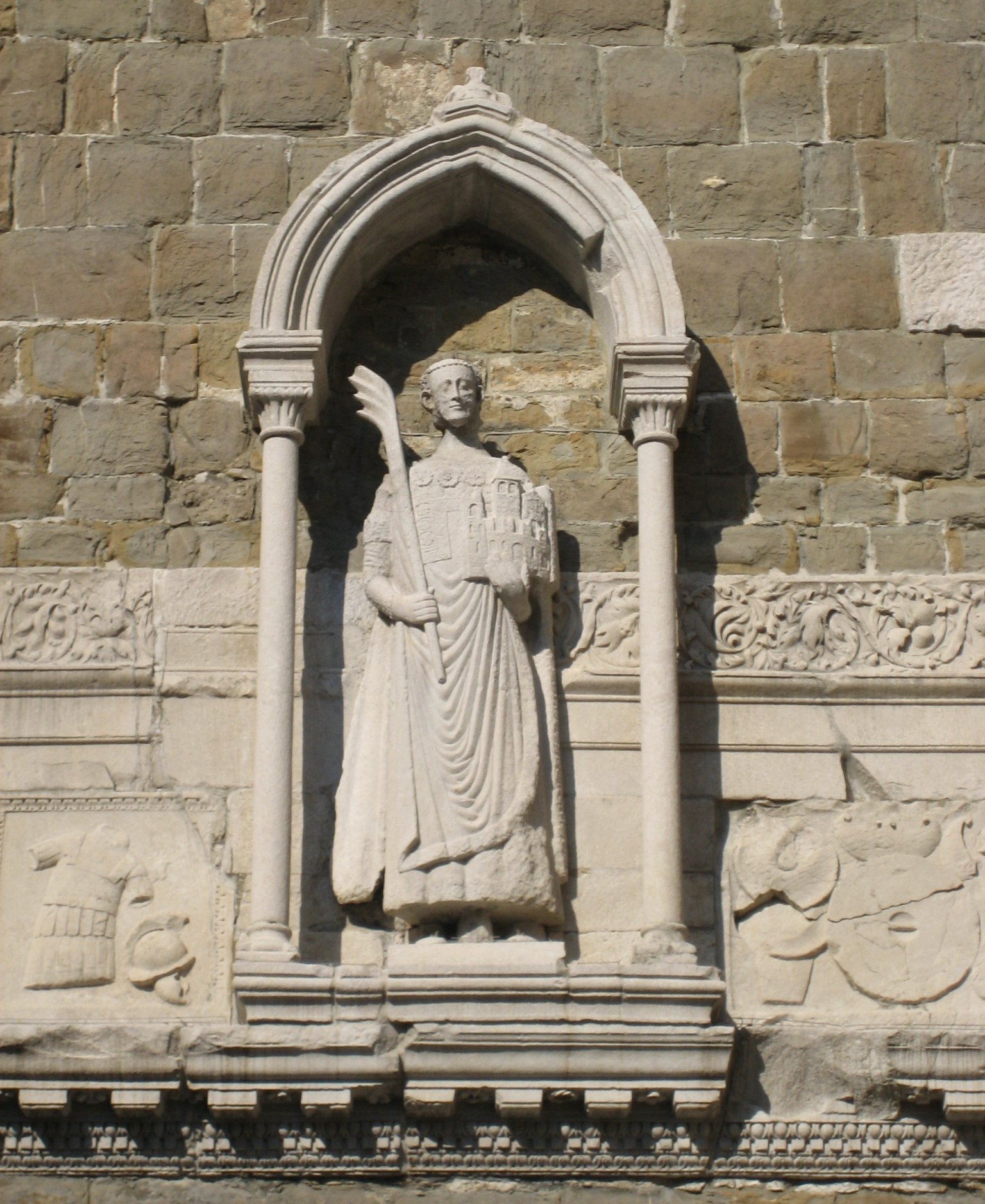
Standbeeld van de heilige Justus van Triëst, patroon van het bisdom, in de klokkentoren van de kathedraal San Giusto

De stad Triëst is aantoonbaar sinds de zesde eeuw de zetel van een bisschop. Op basis van de vroege verering van de heilige Justus van Triëst (San Giusto) en de uitgesproken liturgische en  ecclesiologische organisatie van de christelijke gemeente in deze periode wordt echter vermoed, dat de stad al in de eerste of tweede eeuw over een bisschop beschikte. Er wordt verder van uitgegaan, dat de verspreiding van het christelijk geloof in het gebied van het huidige Triëst uitging van de bisschoppen van Aquileja. Vanwege de daardoor ontstane sterke band met was het bisdom deel van de kerkprovincie van het patriarchaat Aquileja.
Ten gevolge van de driekapittelstrijd maakte het bisdom sinds 579 deel uit van de kerkprovincie van het patriarchaat Grado, maar in 1180 werd Triëst weer met Aquileja verbonden.
|  |  |

In de tiende eeuw werd de bisschop van Triëst, Johannes II, de wereldlijke macht over de stad verleend. Koning Lotharius II van Italië schonk hem op 8 augustus 948 de rechtsmacht over de stad en haar omgeving en andere heerlijke rechten. De bisschop werd daardoor prinsbisschop en plaatsvervanger van de koning. Hij moest daarvoor echter de garantie geven dat de stad altijd deel uit zou blijven maken van het koninkrijk. Hoewel deze regeling tot in de dertiende eeuw functioneerde, ontstond er in de loop der eeuwen een groeiende tegenstelling tussen de bevolking, die een echte zielenherder op de bisschopsstoel wenste en de Duitse koningen die de stad hun trouwe aanhangers als bisschop wilden opdringen. Verder vochten de burgers de wereldlijke bevoegdheden van de bisschop aan in hun strijd naar meer zelfstandigheid. Op 10 maart 1295 deed bisschop  Brissa di Toppo uiteindelijk afstand van zijn laatste bevoegdheden over het bestuur van de stad. De stad werd daarmee een vrije commune. In 1382 stelde de stad zich echter onder de bescherming van Oostenrijk en werd daardoor onderdeel van de Habsburgse monarchie.
Toen in 1751 op aandrang van Oostenrijk het patriarchaat Aquileja werd opgeheven en vervangen door het aartsbisdom Udine voor de niet-Habsburgse bisdommen en het aartsbisdom Gorizia voor de Habsburgse gebieden, werd het bisdom Triëst suffragaanbisdom van Gorizia (Görz).
In 1788 werd de indeling alweer ingrijpend veranderd. Het aartsbisdom Gorizia en de bisdommen Triëst en Pedena werden opgeheven en samengevoegd tot een nieuw bisdom Gradisca. De bisschop van Triëst werd bisschop van het nieuwe bisdom en vertrok naar Gradisca. Omdat de voorzieningen in Gradisca te wensen overlieten ging hij echter al snel weer terug naar Triëst. Het nieuwe bisdom Gradisca was een suffragaanbisdom van het nieuwe aartsbisdom Ljubljana. Het nieuwe bisdom Gradisca werd in 1791 alweer opgesplitst. Het bisdom Triëst werd hersteld en vergroot met het gebied van het voormalige bisdom Pedena. In 1806 werd het aartsbisdom Ljubljana opgeheven en de drie bisdommen Lubljana, Gorizia en Triëst kwamen in 1807 direct onder de paus. Op 30 juni 1828 werden de bisdommen Triëst en Capodistria verenigd tot het bisdom Triëst-Capodistria. Het bisdom Capodistria maakte tot dat moment provisorisch deel uit van het patriarchaat Venetië. Vervolgens werd het nieuwe bisdom in 1830 suffragaan van het opnieuw tot aartsbisdom verheven bisdom Ljubljana.
De bisdommen van de kerkprovincie Ljubljana lagen nu allemaal binnen Oostenrijk, maar na de Eerste Wereldoorlog veranderde dat. Het gebied werd verdeeld tussen Joegoslavië en Italië. Na 1945 kwam Capodistria (nu Koper geheten) aan Joegoslavië, terwijl Triëst bij Italië bleef.
Pas op 17 oktober 1977 – twee jaar na het Verdragen van Osimo, waarbij Triëst definitief bij Italië en Koper bij Joegoslavië bleef, werden de beide bisdommen opnieuw gescheiden. Koper ging deel uitmaken van de nieuwe kerkprovincie Ljubljana en Triëst bleef het enige suffragaanbisdom van Gorizia.

## Enkele bisschoppen
- Angelo Canopeo (14e eeuw), laatste bisschop voor de start van het Oostenrijks bestuur
- Enea Silvio Piccolomini (15e eeuw), nadien bisschop van Siena en paus Pius II
- Petrus Bonomo (16e eeuw), was afkomstig van Triëst
- Rinaldo Scarlicchio (17e eeuw), nadien bisschop van Ljubljana
- Leopold Petazzi de Castel Nuovo (18e eeuw), nadien bisschop van Ljubljana
- Sigmund Anton von Hohenwart (18e eeuw), nadien bisschop van Sankt Pölten en aartsbisschop van Wenen
- Juraj Dobrila (19e eeuw), voorheen bisschop van Poreč-Pula
- Antonio Leonardis da Lucinico, bisschop van Triëst en nadien van Triëst en Capo d'Istrië samen
- Franz Xaver Nagl (20e eeuw), nadien aartsbisschop van Wenen
- Andrej Karlin (20e eeuw), laatste bisschop onder Oostenrijks bestuur, nadien bisschop van Lavant
- Lorenzo Bellomi (20e eeuw), eerste bisschop na de Verdragen van Osimo (1975)